# Gebouw F (Radio Kootwijk)

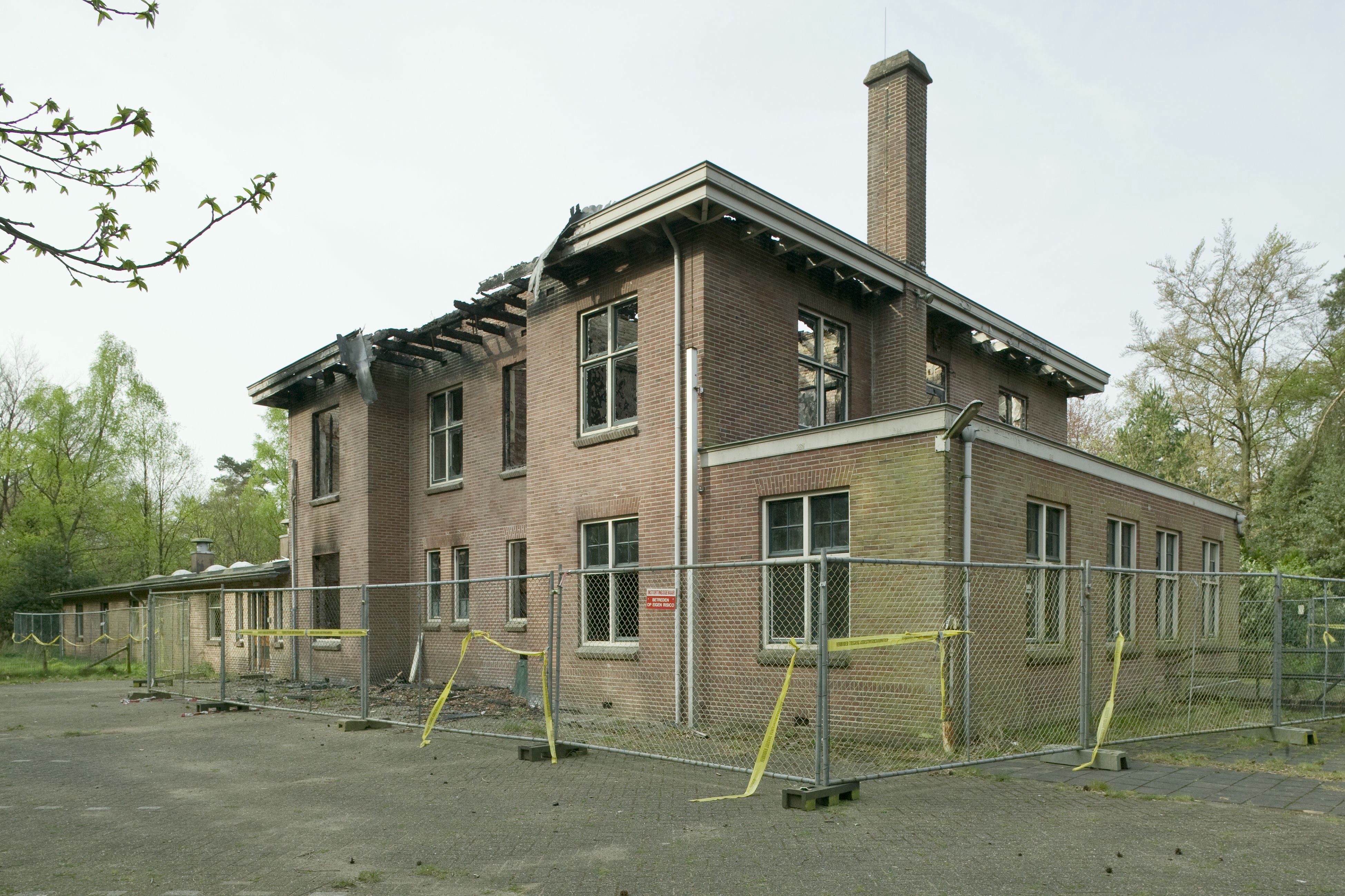
Het afgebrande gebouw in 2007

Gebouw F (het directiegebouw) was een bouwwerk op het voormalige zenderpark Radio Kootwijk. Het lag aan de rand van het dorp Radio Kootwijk tussen de dorpskern en de kortegolfzendergebouwen (C, D en E). Gebouw F werd gebouwd in 1919 en was daarmee het oudste gebouw op het zenderpark.
Gebouw F diende als kantoorgebouw voor de directie en hogere ambtenaren van het park. Naast kantoren kende het later ook woonruimte en controlekamers. Vanuit die controlekamers werd onder meer de sterkte en zuiverheid van de uitzendingen gecontroleerd.
Na de sluiting van het zenderpark kwam gebouw F leeg te staan. Het werd ook een tijdlang antikraak bewoond. In 2006 werd er brand gesticht in het gebouw en raakte het zwaar beschadigd. Alleen de buitenmuren stonden nog overeind. Daarna zijn er verschillende plannen voor herbouw geweest, maar dit is nooit van de grond gekomen. Eind 2015 zijn de restanten  van gebouw F gesloopt.
Gebouw A (zendgebouw) · Gebouwen, C, D en E (zendgebouwen) · Gebouw F (directiegebouw) · Gebouw G (constructiehal voor zendapparatuur) · Gebouw H (hotel) · Gebouw P (Utrechtse loods) · Autogarage C · 50kV-station · Watertoren